# Aspa Lekka
Aspasia „Aspa“ Lekka (griechisch Ασπασία Λέκκα, * 26. Mai 1989 in Ioannina) ist eine griechische Handballspielerin.

## Werdegang
Lekka begann 2002 beim AO Ioannina. 2005 wechselte sie zu Anagennisi Artas, mit denen sie 2006 die griechische Meisterschaft sowie 2006 und 2008 den griechischen Pokal gewann. Nach sechs Spielzeiten in der ersten Liga kehrte sie zu AO Ioannina in die zweite Liga zurück. 2013 unterzeichnete die 1,75 Meter große Torhüterin einen Einjahresvertrag beim deutschen Zweitligisten Füchse Berlin, mit dem sie 2013/14 in die 1. Bundesliga aufstieg.
Seit 2007 ist Lekka Mitglied der griechischen Nationalmannschaft. Sie nahm an Qualifikationsrunden für Welt- und Europameisterschaften sowie an den Mittelmeerspielen 2009 in Pescara teil.
Sie hat Mathematik an der Universität Ioannina studiert und ist Business Analyst von Beruf.